# Фатический акт
Фатический акт речевой коммуникации (от англ. phatic) — это вид речевого акта коммуникации, в котором речевые высказывания направлены на установление контакта с собеседником и не несут в себе никакой смысловой нагрузки.

## Этимология
Термин «фатический» происходит от греческого слова «φατός» [phat(ós)], что переводится как «сказанный».

## История понятия
Впервые термин «фатический» был упомянут английским антропологом польского происхождения Брониславом Малиновским в 1923 году. В своей работе Малиновский ввел понятие «фатическое общение» (phatic communion), что означает общение, которое нацелено на установление и поддержание контакта. При этом не происходит обмена информацией, а высказывания используются для выполнения социальных функций:
«Они выполняют социальную функцию, что является их принципиальной целью. Они не являются результатом интеллектуального отражения и необязательно вызывают такое отражение у собеседника. Язык здесь не функционирует как средство передачи мысли.»
В 1960 году, опираясь на исследования Малиновского, Роман Якобсон выделил фатическую, или контактоустанавливающую, функцию языка:
«Существуют сообщения, основное назначение которых — установить, продолжить или прервать коммуникацию, проверить, работает ли канал связи („Алло, вы меня слышите?“), привлечь внимание собеседника или убедиться, что он слушает внимательно („Ты слушаешь?“ или, говоря словами Шекспира, „Предоставь мне свои уши!“, а на другом конце провода: „Да-да!“). Эта направленность на контакт, или, в терминах Малиновского, фатическая функция, осуществляется посредством обмена ритуальными формулами или даже целыми диалогами, единственная цель которых — поддержание коммуникации.»
Исходя из положений Якобсона, современный исследователь фатики Т. Г. Винокур представила оппозицию «информативная — фатическая» речь как вариант речевого поведения, основанный на социальной психологии. Согласно Винокур, фатическая речь первична, в ней больше коммуникативных актов. Вступление в коммуникацию подразумевает собой одно из коммуникативных намерений: сообщение (информатика) или общение (фатика).

## Фатические речевые жанры
Опираясь на исследовательские работы своих предшественников, В. В. Дементьев выделил следующие фатические речевые жанры (далее — ФРЖ):
1. Праздноречивые жанры (светская беседа), или small talk.
2. ФРЖ, ухудшающие межличностные отношения в прямой форме: прямые обвинения, выяснения отношений, ссоры.
3. ФРЖ, улучшающие межличностные отношения в прямой форме: разговоры по душам, признания, комплименты.
4. ФРЖ, ухудшающие межличностные отношения в скрытой, косвенной форме: ирония, издевка.
5. ФРЖ, улучшающие межличностные отношения в косвенной форме: шутка, флирт.

Все ФРЖ относятся к непланируемой непрямой коммуникации с разной степенью косвенности.

## В культуре
Светская беседа — один из наиболее часто употребляемых жанров фатической речи. Такой жанр прочно закрепился в европейском обществе во времена эпохи Просвещения. В разных культурах тематики светской беседы отличаются друг от друга.
В странах Азии и Ближнего Востока, как правило, в качестве контакта принято задавать вопросы о семье.
В японской речи в качестве фатических высказываний очень часто выступают междометия, указывающие на то, что собеседник внимательно слушает говорящего (см. статью: Айдзути).

### Великобритания
Английский язык богат фатическими высказываниями, поскольку жанр «small talk» занимает значительную роль в жизни британцев. Типичной темой для светской беседы среди британцев является разговор о погоде. Тематика погоды также характерна в регионах с частой переменой климата.

###### В британской литературе и кинематографе
В своей книге «Наблюдая за англичанами» Кейт Фокс очень подробно описывает характерные черты и само значение светской беседы среди коренных англичан и, в частности, рассматривает тему погоды:
«…Дело в том, что, говоря о погоде, мы говорим вовсе не о ней. Разговор о погоде — это форма речевого этикета, призванная помочь нам преодолеть природную сдержанность и начать общаться друг с другом по-настоящему. Например, всем известно, что фразы „Чудесный день, вы не находите?“, „Холодновато сегодня, правда?“, „Что, все еще дождь идет, надо же!“ и прочие вариации на данную тему — это не запрос информации о метеорологических данных, а ритуальные приветствия, дежурные выражения, помогающие завязать беседу или нарушить неловкое молчание».
В качестве яркого примера могут послужить диалоги между киногероями фильма Джо Райта «Гордость и предубеждение» (по мотивам одноименного романа Джейн Остин). Высказывания олицетворяют стандарты того времени — сдержанность эмоций, отсутствие прямых позитивных или негативных высказываний в целях соблюдения этикета.

### Россия
Жанр светской беседы получил очень широкое распространение со времен эпохи Петра I и вплоть до Советской России являлся актуальным среди дворянского населения. В силу неактуальности данного речевого жанра в XX веке, основной особенностью русской речевой культуры является слабая разработанность средств нейтральной фатики по типу small talk.

## Критика
Известный антрополог и специалист в сфере невербальных коммуникаций Адам Кендон утверждает, что очень часто понятие «фатическая коммуникация» (phatic communication) употребляется в неправильном значении. Люди склонны приравнивать понятия «communication» и «communion» (которое впервые было выдвинуто Малиновски), хотя исконное значение слова «communion» — сходство, общность, соучастие.